# Центр технологий
Центр технологий Академии наук Туркменистана — туркменский инновационный центр, реализованный при поддержке Правительства Туркменистана. Расположен в 6 километрах к западу от центра Ашхабада, вблизи крупных транспортных магистралей, в южной части улицы 2072 (Бикрова). Управляющей структурой по развитию Центра технологий выступает Академия наук Туркменистана.

## Основная информация
Строительство технопарка началось в июне 2012 года турецкой компанией Polimeks на средства бюджета Туркменистана. В качестве места расположения была выбрана зона в западной части города Ашхабада, в массиве Бикрова.
6 июня 2014 года в целях претворения в жизнь научно-технической и инновационной политики Туркменистана, создания и внедрения в производство конкурентоспособных, материало- и энергосберегающих, экологически безопасных высоких технологий и инноваций, укрепления взаимосвязи научной сферы с отраслями национальной экономики был создан Центр технологий, который был передан в ведение Академии наук Туркменистана.
12 июня состоялось открытие Центра технологий при участии Президента Туркменистана Гурбангулы Бердымухамедова, Премьер-министра Республики Беларусь Михаила Мясниковича, лауреатов Нобелевской премии по химии — японского ученого Ейичи Негиши и израильской ученой Ады Йонат, Генерального директора ВОЗ Маргарет Чан. На территории более 70 тысяч квадратных метров расположилось основное шестиэтажное административное здание, а также ветряные и солнечные установки, корпуса возобновляемых источников энергии, информационно-коммуникационных технологий, конструкторское бюро, множество исследовательских лабораторий, лаборатория по нанотехнологиям, а также научно-исследовательские учреждения и учебные заведения, промышленные объекты и деловые центры, выставочные площадки и другие объекты..